# Résolution 253 du Conseil de sécurité des Nations unies
Membres permanents
- Chine (Taïwan)
- États-Unis
- France
- Royaume-Uni
- URSS

Membres non permanents
- Algérie
- Brésil
- Canada
- Danemark
- Éthiopie
- Hongrie
- Inde
- Pakistan
- Paraguay
- Sénégal

Résolution no 252 Résolution no 254
La résolution 253 du Conseil de sécurité des Nations unies est adoptée à l'unanimité lors de la 1 428e séance du Conseil de sécurité des Nations unies le 29 mai 1968, après avoir réaffirmé les résolutions précédentes, le Conseil a noté avec préoccupation que les mesures prises jusqu'à présent n'ont pas permis de mettre fin à la rébellion en Rhodésie du Sud et a condamné les récentes "exécutions inhumaines perpétrées par le régime illégal en Rhodésie du Sud, qui ont constitué un affront flagrant à la conscience de l'humanité". Après avoir condamné à nouveau le régime et appelé le Royaume-Uni à mettre fin à la rébellion en Rhodésie du Sud, le Conseil a décidé que tous les États membres le feraient :
(a) - empêcheront l'importation de produits originaires de Rhodésie du Sud après la date de la présente résolution, quelle que soit la nature juridique de ces produits
(b) - suspendre toute activité de leurs ressortissants sur le territoire des États membres des Nations unies visant à promouvoir l'exportation de produits de base de la Rhodésie du Sud
(c) - interdire l'entrée sur leur territoire de navires ou d'aéronefs immatriculés en Rhodésie du Sud ou par des Rhodésiens du Sud.
(d) - empêcher la vente ou la fourniture par leurs ressortissants ou à partir de leur territoire de toutes marchandises ou produits (sauf ceux qui sont strictement destinés à des fins médicales, d'éducation, de publications, d'information et dans des circonstances humanitaires particulières - nourriture)
(e) - interdire l'expédition de marchandises par bateau, par avion ou par transport terrestre à travers leur territoire à destination de la Rhodésie du Sud
Le Conseil a également décidé que les États membres ne mettront à la disposition du régime aucune entreprise commerciale, industrielle ou d'utilité publique, y compris les entreprises touristiques, en Rhodésie du Sud, aucun fonds d'investissement ou autre ressource financière ou économique et qu'ils empêcheront leurs ressortissants ou quiconque se trouvant sur leur territoire de mettre à disposition de tels fonds ou ressources et de transférer d'autres fonds à des personnes ou organismes de Rhodésie du Sud, à l'exception des fonds destinés aux pensions, aux médias, à l'aide humanitaire, à l'éducation, aux nouvelles et, dans certaines circonstances, aux denrées alimentaires. Le Conseil a en outre décidé que les États membres empêcheraient l'entrée sur leur territoire de toute personne voyageant avec un passeport de Rhodésie du Sud ainsi que des personnes dont ils ont des raisons de penser qu'elles résident habituellement en Rhodésie du Sud et dont ils ont des raisons de penser qu'elles ont favorisé ou encouragé, ou qu'elles sont susceptibles de favoriser ou d'encourager, les actions illégales du régime illégal.
Le Conseil a ensuite décidé que tous les États membres empêcheraient les compagnies aériennes constituées sur leur territoire ainsi que les aéronefs immatriculés en Rhodésie du Sud ou affrétés pour leurs ressortissants d'opérer à destination ou en provenance de la Rhodésie du Sud ou de se relier à toute compagnie aérienne constituée ou à tout aéronef immatriculé en Rhodésie du Sud. Les institutions spécialisées des Nations unies ont été invitées à prendre toutes les mesures possibles pour empêcher les activités qui favorisent, aident ou encouragent l'émigration vers la Rhodésie du Sud. Le Conseil a également demandé aux États membres et aux agences des Nations unies d'aider en priorité la Zambie, car l'application de cette résolution risquerait de créer des problèmes économiques dans ce pays. Enfin, le Conseil a décidé de créer un comité chargé de faire rapport sur la mise en œuvre de cette résolution.

### Sources
- (en) Cet article est partiellement ou en totalité issu de l’article de Wikipédia en anglais intitulé « United Nations Security Council Resolution 253 » (voir la liste des auteurs).

### Texte
- Résolution 253 Sur fr.wikisource.org
- Résolution 253 Sur en.wikisource.org